# Карвиновка
Карви́новка (укр. Карвинівка) — село в Романовском районе Житомирской области Украины.

## История
Основано в 1781 году.
В июле 1995 года Кабинет министров Украины утвердил решение о приватизации находившегося здесь совхоза им. Дзержинского.
Население по переписи 2001 года составляло 887 человек.

## Адрес местного совета
13021, Житомирская область, Житомирский р-н, с. Карвиновка, тел. 9-45-13.